# ヘール (小惑星)
ヘール (1024 Hale) は小惑星帯に位置する小惑星。ベルギー出身の天文学者ジョージ・ファン・ビースブルックが、アメリカ合衆国のヤーキス天文台で発見した。
アメリカ合衆国の天文学者ジョージ・ヘールから名付けられた。